# André Berg
Pour les articles homonymes, voir Berg.
Andréi Berg de Butzow, connu sous le nom André Berg, est un photographe français, né le 6 mars 1944 à Paris XVIe.

## Biographie
Les parents d’André sont Russes originaires de Saint-Pétersbourg. Issu d'une famille de diplomates, arrière-petit-fils de l'ambassadeur Eugene de Bützow
Fils unique, son père est mort en 1946, il a eu une enfance difficile d’émigré apatride à Meudon. Il obtient la nationalité française en 1959.
Passionné d'art, il abandonne très vite ses études pour se diriger vers une profession artistique et s’oriente vers la photographie.
Autodidacte, André Berg commence sa carrière en réalisant des photographies de musiciens de jazz dans les clubs de Saint-Germain-des-Prés et subsiste en vendant ces images aux magazines spécialisés et aux fabricants d’instruments de musique.
Dans les années 1960, il est engagé comme photographe pour participer à la création du groupe de presse de Daniel Filipacchi, et sous la direction de Jean-Marie Périer, publie ses photos dans Salut les Copains et Mademoiselle Âge tendre,; il se spécialise également dans la photographie de pochettes de disques. 
Pendant quelques années, il parfait sa culture artistique en fréquentant assidûment les musées, librairies et les bibliothèques et perfectionne sa technique photographique en réalisant des photos de mode pour différents magazines du groupe.
En 1969, sollicité par des journaux de mode allemands en pleine mutation, André Berg part s’installer pendant une année à Munich puis à Hambourg. 
De retour en France, il reprend ses activités de photographe de mode. Il collabore avec quelques revues dites « de charme », mais commence surtout un travail personnel.
En 1974, une première série de photos de nus est publiée par le magazine Photo, ainsi que dans toutes les éditions étrangères du magazine. Il fréquente beaucoup le groupe des peintres de la « figuration narrative ». Il réalise de nombreuses photos pour les couvertures de Lui, Penthouse, Playboy, Photo, Photo Reporter… Il réalise également une série de portraits du peintre américain Robert Rauschenberg en Israël.
En 1980, Il publie un livre de photographies sur les fantasmes du cuir et du caoutchouc, intitulé en France : Catalogue, et Madame Sade en Italie. En 1981 un deuxième livre Créatures, ayant comme sujet les transsexuelles, est édité l’année suivante en France puis en Italie. Ensuite ont lieu plusieurs expositions événements : Paris, Milan.
En 1982, André Berg effectue un travail de recherche sur la photo couleur en relief, publie ses créations dans le magazine Photo  et expose à la galerie Canon. En 1983, c'est le début d’une période commerciale : photos de lingerie pour des catalogues et des magazines français, allemands et italiens.
En 1991 l’architecte Rudy Ricciotti lui conçoit un studio photographique en lumière du jour, qui est construit en 1992 à Ramatuelle dans le Var.
Depuis 2006, il se consacre uniquement à un travail personnel intitulé Hypocondrie hystérique.  
André Berg est le mari du mannequin Laura Berg, née Laura Sawicki. Il vit et travaille à Paris.

## Publications

### Personnelles
- Catalogue, Éditions Pin-up.1981. France  (ISBN 9782903800017)
- Créatures, Éditions du Livre secret. 1982. France
- I Libri segreti di photo, Publimédia Editrice. Milano. 1982. Italie
- Créature, Éditions Visualbooks 1983. Italie
- Mademoiselle Sade, Éditions Visualbooks. no 6. 1986. Italie

### Collectives
- DasWar, Éditions Stern Verlag.1982. Germany, 1982.
- Les femmes de Vogue, Éditions Albin Michel. 1988. France
- Les Années 1970, Éditions du Regard. 1993. France.
- The body exposed, Éditions Stemmle 1986-87-95. Suisse

## Expositions
- 1982 : Galerie Ian Six/Gilbert Brownstone. rue Royale. Paris
- 1982 : Nus en reliefs. Galerie Canon. Paris
- 1983 : Galleria del Bibliofile. Milan
- 1996 : Rétrospective 1970–1980. Mairie de Cavalaire. France
- 1999. :Exposition collective. Centre d’Art et d’Échanges Culturels. Pignans. France